# Línea U8 (AUVASA)
La línea U8 de AUVASA es un servicio de bus lanzadera con pocas paradas para unir los barrios vallisoletanos de Parquesol, Villa de Prado y Huerta del Rey con el centro de la ciudad y la zona de facultades del Campus Miguel Delibes. Circula solo a primera hora de la mañana, en dirección a la universidad.

## Frecuencias
| DÍA                      | LUGAR DE SALIDA | HORARIOS DE SALIDA |
| ------------------------ | --------------- | ------------------ |
| Lunes a viernes lectivos | PARQUESOL       | 7:20 y 8:20        |
| Sábados y festivos       | SIN SERVICIO    | -                  |

## Paradas
Nota: Al pinchar sobre los enlaces de las distintas paradas se muestra cuanto tiempo queda para que pase el autobús por esa parada.
| Hacia Campus M. Delibes                                              | Correspondencia con líneas: |
| -------------------------------------------------------------------- | --------------------------- |
| C/ José Garrote Tebar 20 esq. Manuel Silvela                         | 8 9 C1                      |
| C/ Hernando de Acuña 1 esq. Mateo Seoane Sobral                      | 8 9 C1                      |
| C/ Monasterio San Lorenzo de El Escorial esquina Monasterio de Yuste | C2                          |
| C/ Pío del Río Hortega 9                                             | 5                           |
| Pº Isabel la Católica Inst. Núñez de Arce                            | -                           |
| C/ Madre de Dios 6                                                   | -                           |
| C/ Madre de Dios 20 Facultad de Comercio                             | 8                           |
| Avda. Valle Esgueva 6 Económicas                                     | 8 U1                        |
| Pº Belén Campus Miguel Delibes                                       | 8 U1                        |